# Jerzy Andrzej Monwid Irzykowicz
Jerzy Andrzej Monwid Irzykowicz herbu Leliwa (zm. w 1659 roku) – podkomorzy drohicki w 1653 roku, marszałek wiłkomierski w 1638 roku, wojski wiłkomierski już w 1638 roku, cześnik upicki przed lub w 1638 roku.
Poseł na sejm 1640 roku, sejm 1641 roku, sejm 1643 roku. Jako poseł na sejm konwokacyjny 1648 roku z ziemi drohickiej był członkiem konfederacji generalnej zawiązanej 31 lipca 1648 roku. Jako poseł na sejm elekcyjny 1648 roku z  województwa podlaskiego roku był elektorem Jana II Kazimierza Wazy z województwa wileńskiego i podlaskiego, podpisał jego pacta conventa.
Poseł sejmiku drohickiego na sejm 1650 roku, sejm 1655 roku.